# Formigueiro-de-barriga-cinza
O formigueiro-de-barriga-cinza ou formigueiro-de-barriga-cinzenta (nome científico: Ammonastes pelzelni) é uma espécie de ave da família Thamnophilidae.
Pode ser encontrada nos seguintes países: Brasil, Colômbia e Venezuela.
Os seus habitats naturais são: florestas subtropicais ou tropicais húmidas de baixa altitude.